# Alec McCowen
Alec McCowen (né le 26 mai 1925 à Tunbridge Wells et mort le 6 février 2017 à Londres) est un acteur britannique.

## Biographie
Après avoir beaucoup tourné pour la télévision britannique, Alec McCowen obtient un rôle relativement important dans le film Frenzy réalisé par Alfred Hitchcock en 1972, dans lequel il interprète l'Inspecteur Chef Oxford. Il obtiendra plus tard un autre rôle dans un film de grande envergure en tant que Q, dans le James Bond indépendant Jamais plus jamais (Never Say Never Again, 1983). Il apparaît ensuite notamment dans Le Temps de l'innocence  (1993) et Gangs of New York (2002) de Martin Scorsese.

## Filmographie
- 1953 : The Cruel Sea (La Mer Cruelle) de Charles Frend : Tonbridge
- 1954 : The Divided Heart de Charles Crichton : reporter
- 1955 : L'Autre Homme (L autre Homme) de Anatole Litvak : Ken Thompson
- 1956 : The Long Arm (SOS Scotland Yard) de Charles Frend
- 1956 : Time Without Pity (Temps sans Pitie) de Joseph Losey
- 1957 : Town on Trial (Traque par Scotland Yard) de John Guillermin
- 1957 : The Good Companions de J. Lee Thompson
- 1957 : The One that got Away (L Evade du camp 1) de Roy Baker
- 1958 : The Silent Enemy de William Fairchild
- 1958 : A Night to Remember de Roy Baker
- 1958 : The Doctor's Dilemma de Anthony Asquith
- 1962 : The Loneliness of the Long Distance Runner de Tony Richardson
- 1963 : In the Cool of the Day de Robert Stevens
- 1965 : The Agony and the Ecstasy de Carol Reed
- 1966 : Pacte avec le diable (The Witches ou The Devil's Own) de Cyril Frankel : Alan Bax
- 1970 : Master of the Islands de Tom Gries
- 1972 : Voyages avec ma tante (Travels with my aunt) de George Cukor : Henry Pulling
- 1972 : Frenzy de Alfred Hitchcock : l’inspecteur principal Oxford
- 1978 : Stevie de Robert Enders : Freddy
- 1979 : Hanover Street de Peter Hyams : Major Trumbo
- 1983 : Jamais plus jamais (Never Say Never Again) de Irvin Kershner: « Q »
- 1983 : Forever Young de David Drury : Father Vincent
- 1987 : Cry Freedom de Richard Attenborough
- 1989 : Henry V de Kenneth Branagh
- 1993 : le Temps de l'innocence (The Age of Innocence) de Martin Scorsese : Sillerton Jackson
- 2002 : Gangs of New York de Martin Scorsese : le révérend Raleigh